# East African Safari Air
East African Safari Air est une compagnie aérienne basée au Kenya. Ses opérations internationales ont été suspendues en septembre 2004 par l'Autorité de l'aviation civile du Kenya. La compagnie aérienne a maintenu des services régionaux et intérieurs réguliers par l'intermédiaire de sa filiale East African Safari Air Express. En décembre 2010, East African Safari Air Express a été achetée par la société mère d'une autre compagnie aérienne kényane Fly540 et a été rebaptisée Sax. Un litige concernant cet achat est en instance devant les tribunaux kenyans[Quand ?].